# Езра Даган
Езра Даган (хебр. עזרא דגן) је израелски глумац. Најпознатији је по улози рабина Менаши Ливертау (Menasha Lewartow) у филму Стивена Спилберга Шиндлерова листа из 1993. године.
Глуму је студирао у уметничкој школи Ренаним у Тел Авиву и театарској студијској групи Ноле Чилтона. Од 1974. године водећи је глумац у националном израелском театру Хабима у Тел Авиву. Данас у истом граду ради за театар Камери.
Даган је један од најчувенијих израелских мимичара. Појављивао се у многим регионалним телевизијским шоовима, а заједно са женом Ирит је основао дечији театар Мимитрон.

## Филмографија
Даган је такође глумио у филмовима Напад (2012), Други син (2012), Тело у песку (1996), Револуционар II (1995), Револуционар (1993), Шиндлерова листа (1992), Америка 3000 (1983), Нурит (1973) и другима.